# Cercopithecus hamlyni
Cercopithecus hamlyni (Мавпа соволика) — примат з роду Мавпа (Cercopithecus) родини мавпові (Cercopithecidae).

## Опис
Має защічні мішки для зберігання продуктів харчування під час їх збирання. Має відмітну білу смугу уздовж носа. Велика, кругла голова, трикутне обличчя і великі очі дають її деяку схожість кілька за зовнішнім виглядом із совою. Довгий попелясто-сірий хвіст закінчується чорним пензлем. Хутро оливково-сіре і чорне. Хутро темніше вздовж живота і вздовж внутрішніх частин кінцівок. Хутро довге, густе. Самці, як правило, більші, ніж самиці. Середня довжина тіла дорослого самця 50-65 см, середня вага 7-10 кг. Самиці мають середню довжину тіла 40-55 см і середню вагу 4,5-6 кг. C. hamlyni мають подовжені фаланги. Це дозволяє їм мати сильну хватку, що є корисною адаптацією для їзди по мокрому бамбуці.

## Поширення
Країни: Демократична Республіка Конго, Руанда. Хоча C. hamlyni, як правило, є одним з видів низовини, можна припустити, що 3200 м є верхньою межею висоти. Це в основному наземні вид, який зустрічаються в рівнинних та середньо гірських тропічних вологих лісах і гірських бамбукових лісах. 

## Стиль життя
Це плодоїдний вид, котрий також їсть листя, квіти і насіння. Вид денний і деревний. Має два піки повсякденної діяльності; один рано вранці, а потім знову в кінці дня або ввечері. Утворює соціальну групу, з багатьма самицями, але тільки одним дорослим самцем. Ці мавпи живуть в групах до 10 осіб. Хижаки: Panthera pardus, Caracal aurata і Homo sapiens.
Сезон дітонародження для C. hamlyni з травня по жовтень. Період вагітності від п'яти до шести місяців. Самиця народжує одне маля. Близнюки народжуються в рідкісних випадках. Інтервал між пологами два роки. Тривалість життя в неволі 27 років.

## Загрози та охорона
Цей вид знаходиться під загрозою втрати і фрагментації місць проживання в гірських районах (у зв'язку з наступом сільського господарства). Крім того, на вид інтенсивно полюють в деяких областях, зокрема в низинних районах.
Цей вид занесений до Додатка II СІТЕС і класу B Африканського Конвенції про збереження природи і природних ресурсів. Він присутній в Національному Парку Кахузі-Біега, Заповіднику Окапі, Національному Парку Майко і Національному Парку Вірунга в ДРК, і в Лісовому Заповіднику Ньюнгве в Руанді. 